# K. W. Jeter
Kevin Wayne Jeter (Los Angeles, Kalifornia, 1950. március 26. –) amerikai science fiction és horror író, aki naturalista stílusáról vált ismertté. Műveit sötét hangulat és paranoid, unszimpatikus szereplők jellemzik. Saját könyvei mellett gyakran írt olyan film franchise-ok világában játszódó történeteket, mint a Star Trek, az Alien Nation, a Csillagok háborúja, vagy a Szárnyas fejvadász. Utóbbihoz három folytatást is írt, ám a Szárnyas fejvadász 2049 óta nem számítanak bele a hivatalos kánonba.

## Pályája
Jeter a California State University, Fullertonon végezte tanulmányait, ahol összebarátkozott James P. Blaylockkal, Tim Powersszel, és rajtuk keresztül pedig Philip K. Dickkel. Jeter ihlette Dick egyik szereplőjét, a VALIS-ban felbukkanó Kevint. Jeter önálló művei a valóság szubjektív természetét vizsgálgatják, hasonlóan Dick munkáihoz.
Jeter írt egy korai cyberpunk regényt, Dr. Adder címmel, mely elnyerte Philip K. Dick tetszését. A regény a szexuálisan provokatív és erőszakos tartalma miatt csak tíz évvel később talált kiadóra. Jeter a steampunk irányzat névadójának tekinthető, mert ezzel a szóval illette a Locus magazinnak 1987-ben írt levelében azokat a gőztechnológiát felvonultató alternatív történelmi regényeket, melyeket Blaylockkal és Powersszel publikáltak. Jeter steampunk regényei a Morlockok éjszakája és az Infernal Devices.
Jelenleg San Franciscóban él feleségével, Gerivel.
Saját történetei mellett Jeter több filmhez és más regényhez is írt folytatásokat, melyek közül talán legismertebbek a Szárnyas fejvadász világában játszódó történetei, ami Dick kultikussá vált Álmodnak-e az androidok elektronikus bárányokkal? című regényét vette alapul.

## Bibliográfia

### Saját szerzemények
- Seeklight (1975)
- The Dreamfields (1976)
- Morlockok éjszakája (1979; folytatása H. G. Wells Utazások az időgéppel című művének.)
- Soul Eater (1983)
- Dr. Adder (1984)
- The Glass Hammer (1985)
- Infernal Devices (1987)
- Dark Seeker (1987)
- Mantis (1987)
- Death Arms (1989)
- Isten veled, láthatár (1989)
- In the Land of the Dead (1989)
- The Night Man (1989)
- Madlands (1991)
- Wolf Flow (1992)
- Noir (1998)
- The Kingdom of Shadows (2011)
- Death's Apprentice (2012) (Gareth Jefferson Jones-al)

### Novella
- Ninja Two-Fifty (2006)

### Alien Nation könyvek
- Alien Nation 2: Sötét horizont (1993)
- Alien Nation 8: Cross of Blood (1995)

### Csillagok háborúja könyvek
- A mandalori páncél (1998)
- Boba Fett kelepcéje (1998)
- Értékes zsákmány (1999)

### Szárnyas fejvadász folytatások
- Szárnyas fejvadász 2. – Az emberi tényező (1995)
- Blade Runner 3: Replicant Night (1996)
- Blade Runner 4: Eye and Talon (2000)

### Star Trek: Deep Space Nine regények
- Bloodletter (1993)
- Warped (1995)

### Képregények
- Mister E (DC) (1991)
- N-Vector (Wildstorm) (2000)

### The Kim Oh Thrillers (Kim Oh-álnéven)
- Real Dangerous Girl (Editions Herodiade 2011. október)
- Real Dangerous Job (Editions Herodiade 2011. október)
- Real Dangerous People (Editions Heordiade 2011. október)

## Magyarul
- A morlockok éjszakája; ford. Morvay Nagy Péter; in: Utazások az időgéppel; Móra, Bp., 1990
- Isten veled, láthatár; ford. Kemény Dezső; Móra, Bp., 1991 (Galaktika fantasztikus könyvek)
- Sötét horizont; ford. Szentgyörgyi József; Esély, Bp., 1993 (Alien nation)
- Szárnyas fejvadász 2. – Az emberi tényező; ford. Kollárik Péter; N&N, Bp., 1998 (Möbius)
- A mandalori páncél. A Fejvadász háborúk első kötete; ford. Békési József; Aquila, Debrecen, 2001
- A mandalori páncél (A fejvadász háborúk 1.); ford. Békési József; Szukits, Szeged, 2017
- Boba Fett kelepcéje (A fejvadász háborúk 2.); ford. Szántai Zsolt; Szukits, Szeged, 2018
- Értékes zsákmány (A fejvadász háborúk 3.); ford. Szántai Zsolt; Szukits, Szeged, 2018